# بي إم دبليو موتوراد
بي إم دبليو موتوراد (بالإنجليزية: BMW Motorrad)‏ هي ماركة دراجات نارية لشركة بي إم دبليو الألمانية. أنتجت بي إم دبليو موتوراد الدراجات النارية منذ سنة 1923، وكانت الإيرادات لعام 2009 قرابة مليار يورو من بيع 87306 دراجات نارية.

## معرض الصور

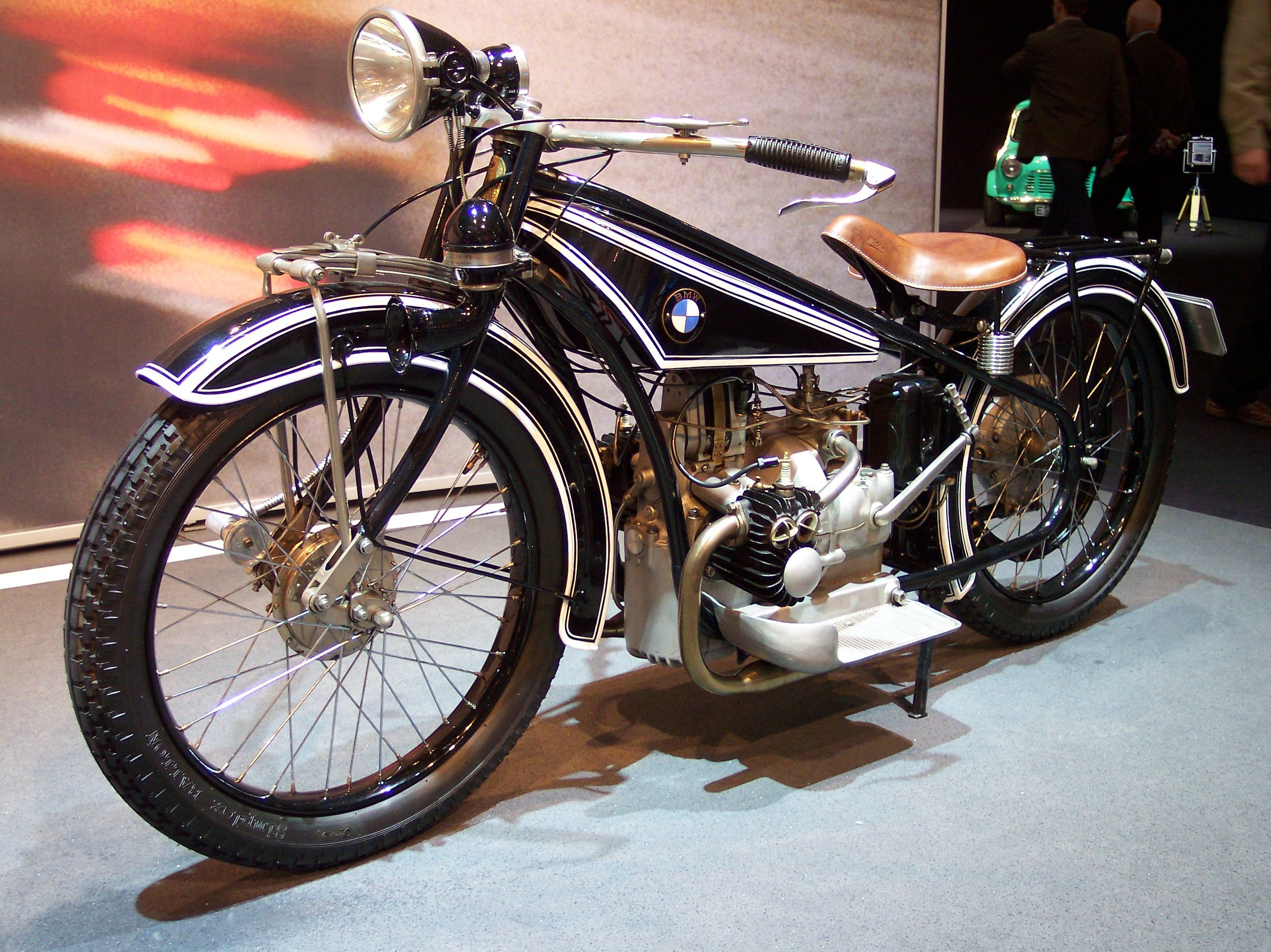
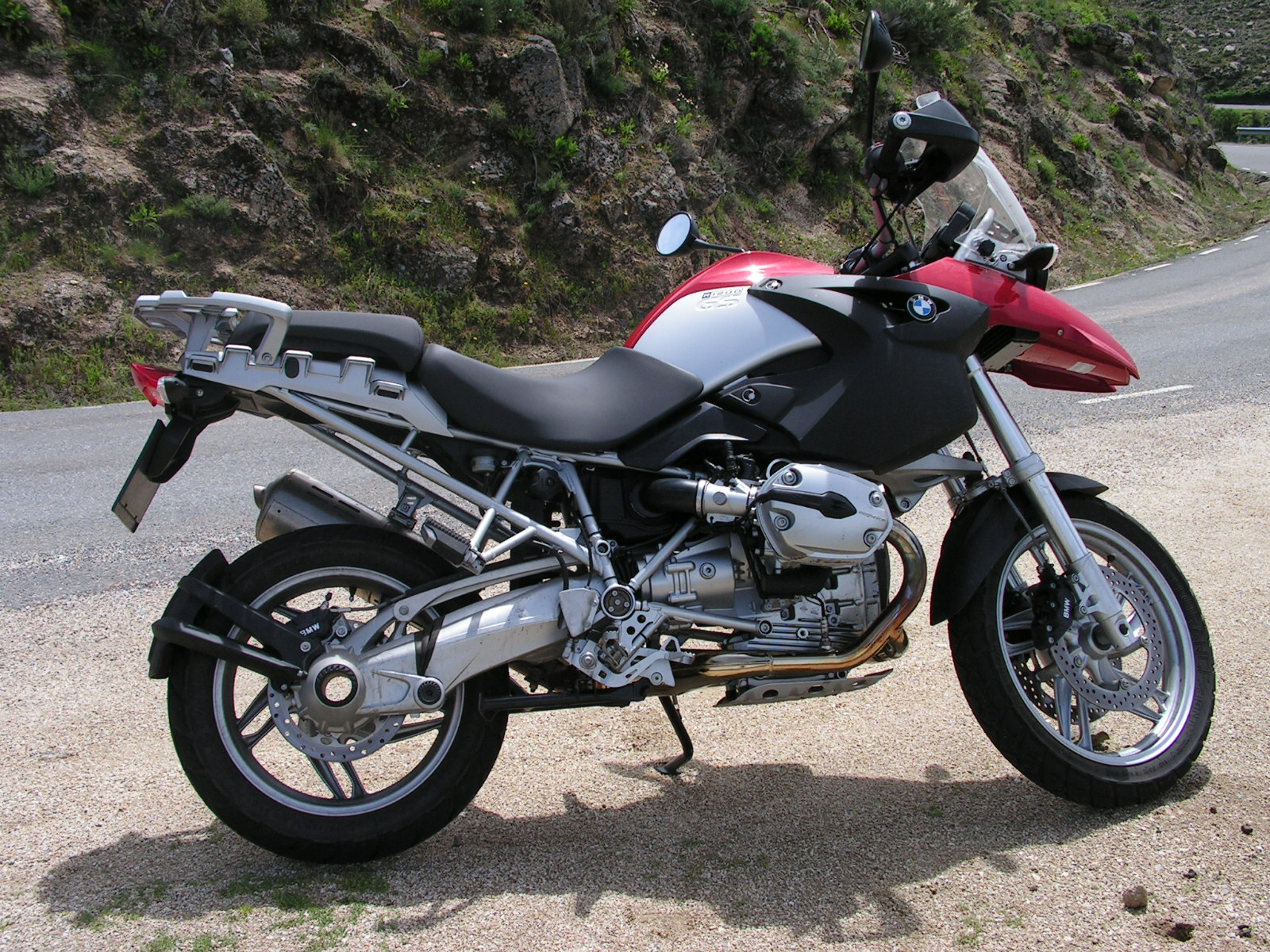
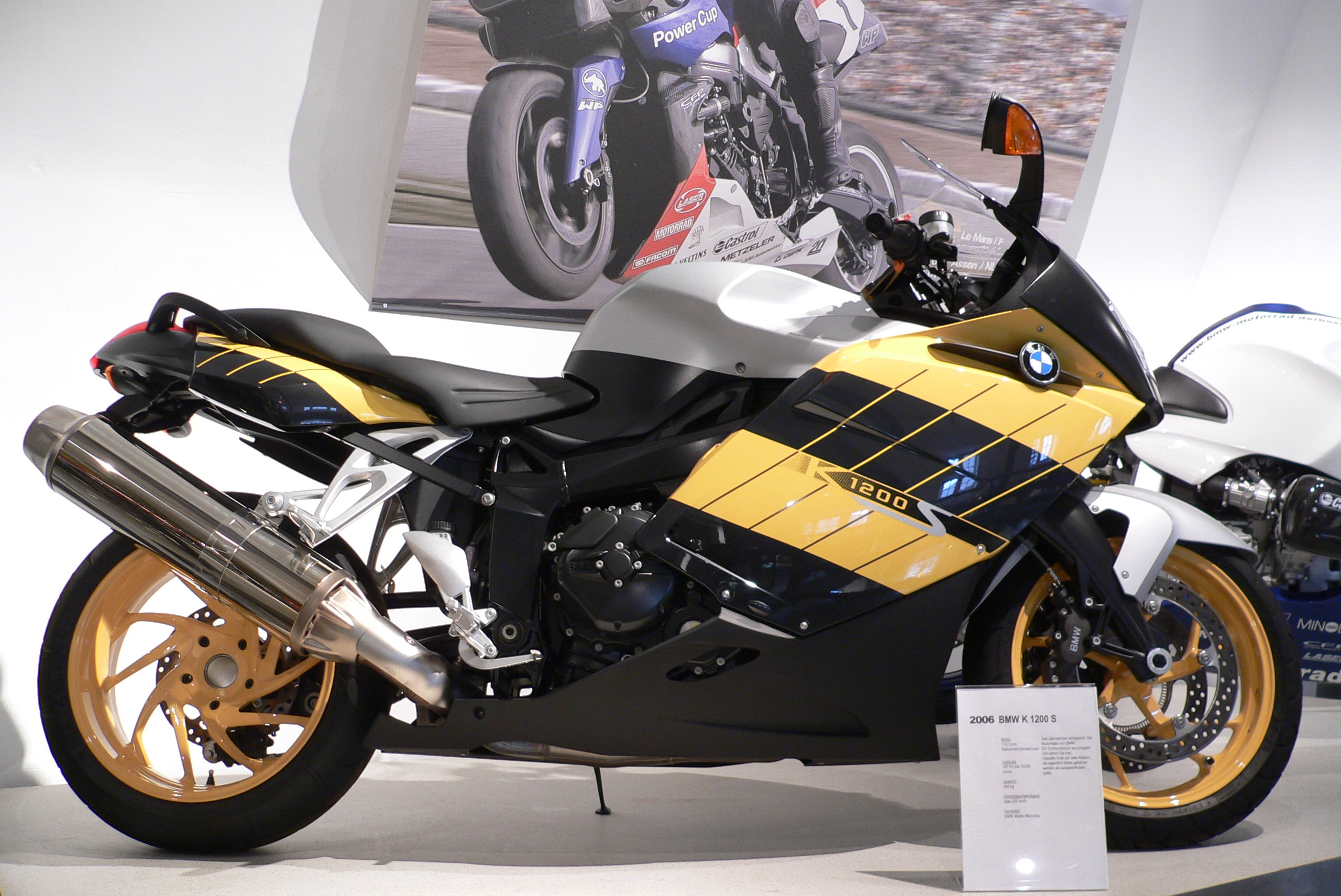

## وصلات خارجية
- الموقع الرسمي